# 蘭嶼細煙管蝸牛
蘭嶼細煙管蝸牛（学名：Zaptyx kotoshoensis）为柄眼目煙管蝸牛科細煙管蝸牛屬下的一个种。

## 分佈
本物種分佈於台灣蘭嶼。

## 外部連結
- 維基物種上的相關：蘭嶼細煙管蝸牛